# 托珀納比 (密歇根州)
托珀納比（英語：Topinabee）是位於美國密歇根州希博伊根縣的一個非建制地區。

## 地理
托珀納比所處的海拔為高於海平面220米（即722英呎），而該地所採用的時區為UTC-5，即北美东部時區（EST）。同時該地設有夏令時間，為UTC-5調快一小時，即UTC-4（EDT）。